# Hestinalis melanina
Hestinalis melanina är en fjärilsart som beskrevs av Charles Oberthür 1896. Hestinalis melanina ingår i släktet Hestinalis och familjen praktfjärilar. Inga underarter finns listade i Catalogue of Life.